# 福島県知事汚職事件
福島県知事汚職事件（ふくしまけんちじおしょくじけん）とは、2000年代前半に起きた、福島県政における談合および贈収賄事件。

## 概要
2006年（平成18年）に東京地検特捜部による水谷建設の脱税事件の捜査を契機に、福島県にまつわる事件が発覚。木戸ダム工事事件や阿武隈川流域下水道整備工事事件や選挙違反事件が明らかとなった。この事件は佐藤栄佐久福島県知事は外に向かっては清潔・公正な顔を見せ、ダーティーワークは知事の実弟が担当していたが、「知事と弟は二人で不可分」とみなされていた。同年9月から11月にかけて佐藤知事ら関係者が逮捕・起訴をされた。佐藤知事は弟の逮捕をもって知事を辞職し、飛田新一福島県議は選挙違反の在宅起訴後に議員辞職をした。
木戸ダム工事贈収賄事件の舞台となった衣料品メーカー「郡山三東スーツ」は佐藤知事の弟・祐二が社長を務める一方で、知事が40％超の株式を持つ筆頭株主で2002年5月まで取締役会長を務めていた。件の土地取引は安価な外国製品に押され始め、会社の生き残りを図るために工場海外移転資金と従業員退職金費用を捻出することが契機であった。佐藤知事の弟の顔色をうかがうために建設会社社員らが「郡山三東スーツ」のスーツを購入し、スーツの購入費を建設会社が負担する事例もあった。

## 事件一覧
木戸ダム工事贈収賄事件
2000年8月に入札を行われた木戸ダム工事における受注調整で準大手ゼネコン「前田建設工業」などの共同企業体が受注し、2002年8月に前田建設工業が受注調整の謝礼として下請けの水谷建設に指示して郡山三東スーツの所有用地を約8億7000万円で購入し、さらに2002年9月に代金を1億円上積みした事件。賄賂とされたこの土地取引以外にも水谷建設が1999年に郡山三東スーツの別の土地を購入したり、前田建設工業とその子会社が2001年に郡山三東スーツに計4億円を融資したりしていた。
知事と知事の弟の2人が逮捕・起訴された。
阿武隈川流域下水道整備工事談合事件
2004年8月に入札が行われた県発注の阿武隈川流域下水道整備工事で、準大手ゼネコン「東急建設」と地元大手「佐藤工業」の共同企業体が落札できるよう受注調整した事件。
知事の弟と建設業者役員3人の計4人が逮捕・起訴された。県土木部長は逮捕されたものの、関与が薄いとして起訴猶予となった。
選挙違反事件
2004年9月の知事選届け出前の7月下旬から8月上旬にかけて、知事の弟が建設業界からを集めた裏金を後援会幹部や選対幹部に選挙運動の報酬目的で渡した事件。
知事の弟や福島県議や選対幹部らを含めて計8人が在宅起訴された。

## 裁判
佐藤前知事の弟は選挙違反と収賄罪・談合罪で公判が分離された。これは選挙違反の刑事裁判が佐藤前知事の公民権停止に繋がる案件のために百日裁判が適用されたためである。
2007年（平成19年）1月に佐藤前知事の弟は選挙違反で「多額の現金をばらまき、犯行は極めて大規模かつ組織的」「選挙ごとに同種の行為を繰り返してきた責任は重大」として懲役2年6ヶ月執行猶予5年の有罪判決が言い渡され、他の7人にも選挙違反で執行猶予付きの有罪判決が言い渡された。同年2月に、佐藤前知事に連座制が適用されて福島県知事選への5年間の立候補禁止が言い渡された。同年8月までに佐藤前知事の弟を除く3人に談合罪で執行猶予付きの有罪判決が確定した。
2008年（平成20年）8月に東京地裁は土地取引が賄賂の提供に当たると認定したものの「追加して支払った1億円については、知事が報告を受けていなかった」として、起訴された賄賂の額から除き、佐藤前知事に収賄罪で懲役3年執行猶予5年（求刑:懲役3年6月）、佐藤元知事の弟に収賄罪と談合罪で懲役2年6月執行猶予5年・追徴金約7372万円（求刑:懲役2年6月）の有罪判決を言い渡した。検察と被告側双方が控訴し、2009年10月に東京高裁は「前知事は、土地売却により（会社再建の資金を調達する）『換金の利益』を得る認識があったが、差益を得ることまで認識していたとは認めがたい」と述べ、7372万円の差益を賄賂とした一審判断を覆して収賄罪の成立を維持し、佐藤前知事に懲役2年執行猶予4年、佐藤元知事の弟に懲役1年6カ月執行猶予4年の有罪判決を言い渡した。被告は上告するも、2012年10月に最高裁は上告を棄却し、有罪判決が確定した。

## 国会議員の関与
自由民主党の根本匠は衆院選資金に関連し談合事件と関連して、東急建設側から前知事の弟を通じて200万円を入手していたという、不明瞭な資金の流れが指摘されている。2007年1月12日、東京地方裁判所での福島官製談合事件公判で、福島県知事の佐藤栄佐久に関連する談合事件で競売入札妨害罪に問われた空調設備会社社長被告人・辻政雄の証言で明らかになった。2005年の第44回衆議院議員総選挙の際、根本の選挙支援名目で弟から協力を依頼され、それを東急建設に取り次ぎ、結果的に佐藤祐二は200万円を手に入れたとされる。辻政雄は「祐二被告から『根本議員の状況が悪い。知事の地元の郡山地区選出の議員が落選すると、知事が不利な状況になる』と言われた」と被告人質問で述べている。根本の地元選挙事務所は、辻の証言を否定している。

## 捜査
佐藤栄佐久は事件は冤罪であり、早く事件を終わらせるために虚偽の自白をしたとしている（裁判では否認した）。知事として原子力発電所や道州制に反対してきた佐藤への国策捜査という指摘もある。

## 関連書籍
- 森功「ヤメ検―司法エリートが利欲に転ぶとき」（新潮文庫）